# Бордуки (Московская область)
Бордуки́ — деревня в Шатурском муниципальном районе Московской области. Входит в состав городского поселения Мишеронский. Население — 482 чел. (2010).

## Расположение
Деревня Бордуки расположена в центральной части Шатурского района, расстояние до МКАД порядка 131 км. Высота над уровнем моря 119 м.

## Название
В письменных источниках деревня упоминается как Левинская, Бардуки, позже Бордуки.
Наименование Левинская более старое. Название Бардуки связано с некалендарным личным именем Бардук.

## История
Впервые упоминается в писцовой Владимирской книге В. Кропоткина 1637—1648 гг. как деревня Левинская Кривандинской волости Владимирского уезда. Деревня принадлежала Борису Никитичу Колтовскому.
Последними владельцами деревни перед отменой крепостного права были помещики Шаталов, Мансуров, Федоровский и Колемин.
После отмены крепостного права деревня вошла в состав Лузгаринской волости.
В советское время деревня входила в Бордуковский сельсовет.

## Население
| 1859 | 1868 | 1885  | 1905  | 1926  | 1931  |
| ---- | ---- | ----- | ----- | ----- | ----- |
| 804  | ↗875 | ↗1170 | ↗1652 | ↗1694 | ↗2765 |
| 1993 | 2002 | 2006  | 2010  |       |       |
| ↘460 | ↘358 | ↗381  | ↗482  |       |       |